# Giedrė Lastauskienė
Giedrė Lastauskienė (*   1967 in Šilalė) ist eine litauische Juristin und Verfassungsrichterin.

## Leben
Nach dem Abitur an der Mittelschule absolvierte Giedrė Lastauskienė 1992 das Diplomstudium des Rechts an der Vilniaus universitetas in der litauischen Hauptstadt Vilnius und wurde Diplom-Juristin. Dann promovierte sie in der Rechtstheorie. Danach arbeitete Giedrė Lastauskienė beim Forschungsinstitut Teisės institutas als Assistentin und Dozentin am Lehrstuhl der Rechtstheorie. Von 1998 bis 2003 lehrte sie an der Lietuvos teisės akademija. Von 2003 bis 2021 war sie auch als Rechtsanwältin tätig. Seit 2021 ist sie Richterin am Verfassungsgericht der Republik Litauen.

## Familie
Giedrė Lastauskienė ist verheiratet.
| Personendaten    | Personendaten                                |
| ---------------- | -------------------------------------------- |
| NAME             | Lastauskienė, Giedrė                         |
| KURZBESCHREIBUNG | litauische Juristin und Verfassungsrichterin |
| GEBURTSDATUM     | 1967                                         |
| GEBURTSORT       | Šilalė                                       |